# Fischen im Allgäu
Fischen im Allgäu (amtlich: Fischen i.Allgäu) ist eine Gemeinde im Landkreis Oberallgäu (Schwaben, Bayern). Der gleichnamige Hauptort ist ein heilklimatischer Kurort und Sitz der Gemeindeverwaltung sowie der Verwaltungsgemeinschaft Hörnergruppe.

## Geographie

### Geographische Lage
Der Hauptort liegt in den Allgäuer Alpen etwa 5,5 km nördlich von Oberstdorf. Es befindet sich am Ufer der in Süd-Nord-Richtung fließenden Iller, in die beim nördlichen Gemeindeteil Weiler die Weiler Ach mündet. Nordwestlich erhebt sich die Hörnergruppe, östlich die Daumengruppe. Fischen ist Mitglied des deutsch-österreichischen Gemeinschaftsprojekts Naturpark Nagelfluhkette.

### Gemeindegliederung
Es gibt 13 Gemeindeteile (in Klammern ist der Siedlungstyp angegeben):
- Au (Dorf)
- Berg (Dorf)
- Burgegg (Einöde)
- Fischen i. Allgäu (Pfarrdorf)
- Hof (Weiler)
- Höldersberg (Weiler)
- Jägersberg (Weiler)
- Kreben (Weiler)
- Langenwang (Dorf)
- Maderhalm (Dorf)
- Oberthalhofen (Dorf)
- Unterthalhofen (Dorf)
- Weiler (Dorf)

Die Gemarkungen sind:
- Fischen i.Allgäu
- Schöllang (Gemarkungsteil 0)

## Geschichte

### Bis zur Gemeindegründung
Die erste Nennung Fischens erfolgte in einer Urkunde des Klosters St. Gallen aus dem Jahre 860. In ihr wird von einer Landschenkung einer gewissen Willihere an das Kloster St. Gallen, dem der Abt Grimaldus vorsteht, berichtet und Fischen als „Viskingun“ bezeichnet. Im lateinischen Original lautet der Text:

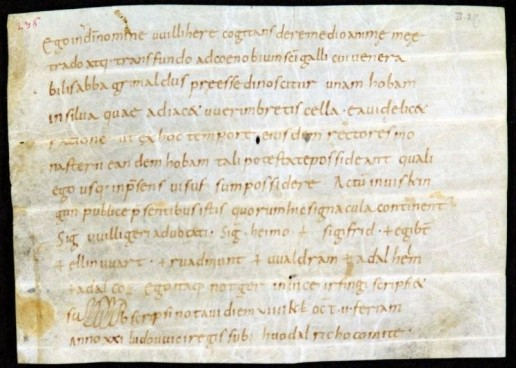
Originalurkunde von 860 im Stiftsarchiv St. Gallen

Ego in dei nomine Willihere cogitans de remedio anime me trado atque transfundo ad coenobium sancti Galli cui venerabilis abba Grimaldus preesse dinoscitur unam hobam in silva quae adjacet Werimbretiscella. ea videlicet ratione ut ex hoc tempore ejusdem rectores monasterii eandem hobam tali potestate possideant, quali ego usque in presens visus sum possidere. Actum in Viskingun publice presentibus istis quorum hic signacula continentur. Signum Willigeri advocati. sig. Heimo. + Sigifrid. + Egibert + Ellinwart. + Ruadmunt + Waldram + Adalhelm + Adalcoz. Ego itaque Notger in vice Irfingi scripsi et subscripsi. Notavi diem VIIII kal. oct. II. feriam. anno XXI Ludowici regis. sub Huodalricho comite

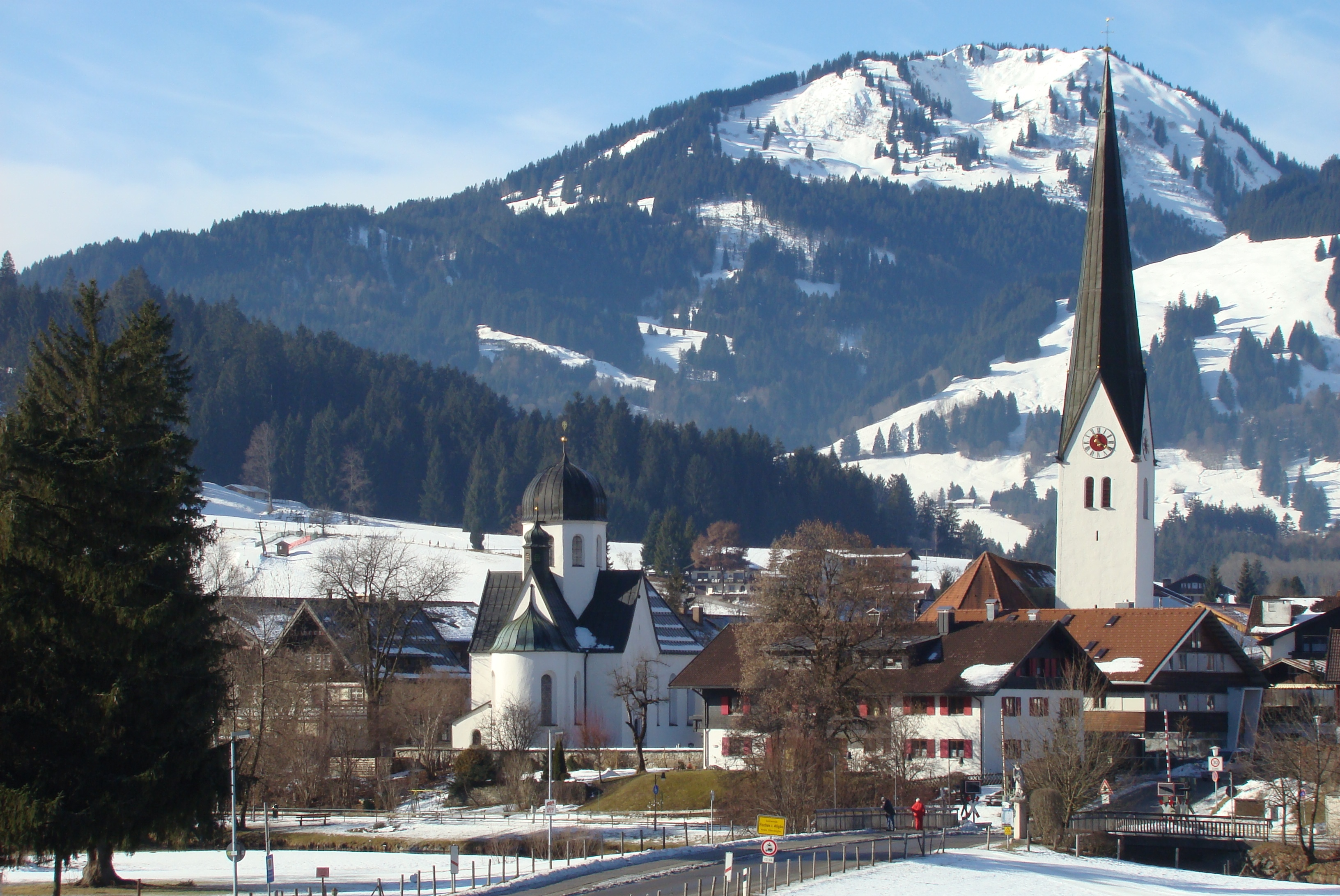
Fischen im Allgäu, mit Frauenkapelle (links) und Pfarrkirche St. Verena mit dem Wannenkopf im Hintergrund

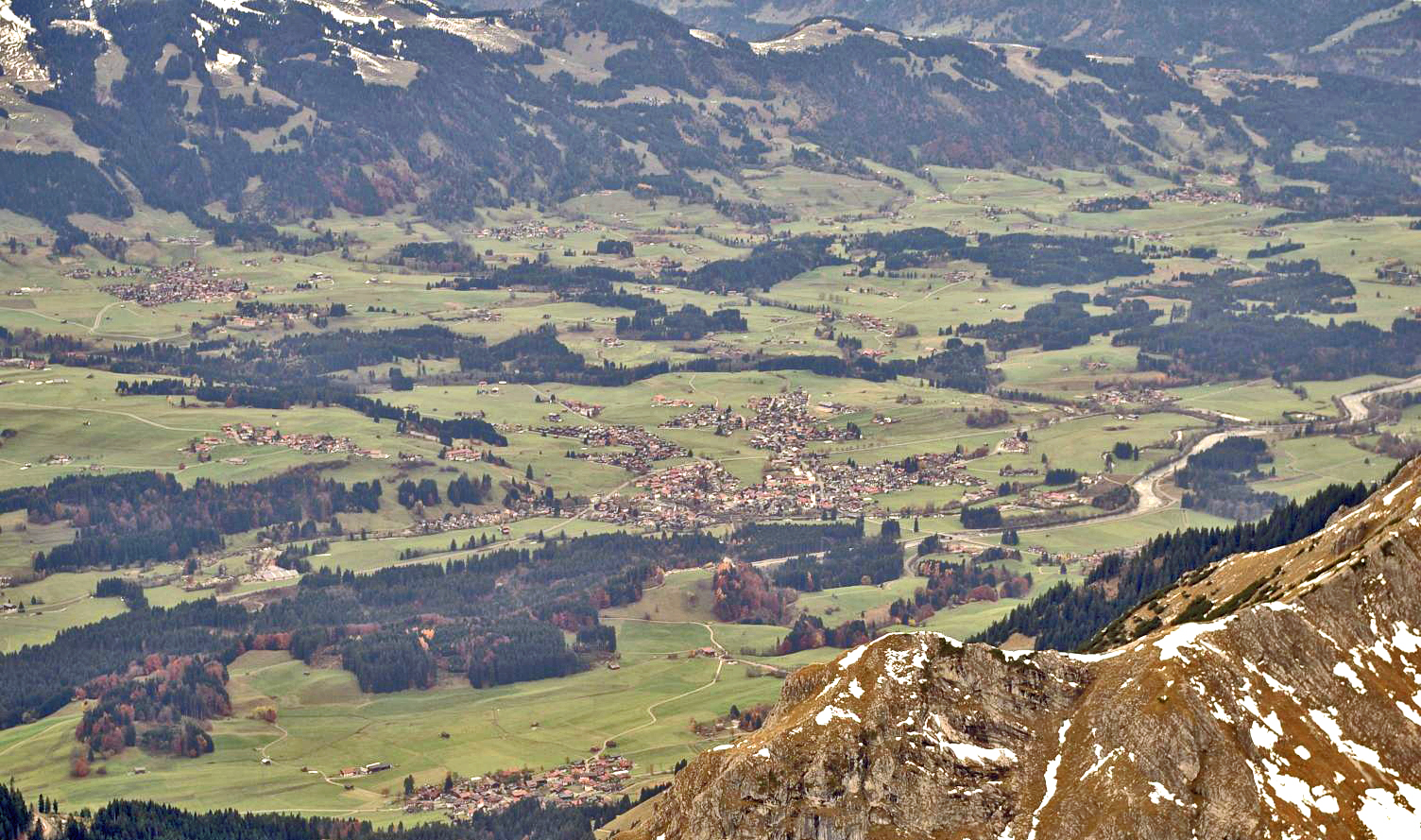
Ansicht vom Gipfel des Nebelhorns

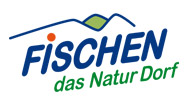
Logo von Fischen i. Allgäu

Diese Nennung jährte sich 2010 zum 1150. Mal, weshalb am 15. August 2010 ein historischer Festumzug stattfand, bei dem 41 Vereine die Geschichte Fischens darstellten. Ein weiteres Mal wird Fischen 906 in einer Tauschurkunde als „Fiskinga“ erwähnt. Diese aus dem Alemannischen stammende Bezeichnung für Fischen bedeutet so viel wie „Fischfangstelle“, was wahrscheinlich aber nicht auf eine rege Fischereiwirtschaft, sondern nur auf eine weitere Ernährungsgrundlage für die damaligen Bauern hindeutet. In den folgenden Jahrhunderten ist Fischen, wie die meisten Dörfer des Oberen Illertals, von zahlreichen Herrschaftswechseln geprägt. Eine Rolle spielte Fischen bei den Bauernaufständen von 1525, bei denen einige Bauern aus Fischen den Aufstand probten. So trafen sich beim Sonthofener Tag am 14. Februar 1525 zahlreiche Oberallgäuer Bauern mit der Zielsetzung ihre Forderungen zu bekräftigen. Diese waren unter anderem die Abschaffung der Leibeigenschaft und des Kirchenzehnts.
Als Teil der Grafschaft Königsegg-Rotenfels wurde Fischen 1804 an Österreich getauscht und fiel 1805 mit den Friedensverträgen von Brünn und Pressburg mit der Grafschaft an das Königreich Bayern. Im Jahr 1818 wurde die Gemeinde gegründet.

### 19. und 20. Jahrhundert
Im Jahr 1875 fand die erste Volkszählung unter bayerischer Herrschaft statt. Eine zweite Erfassung im Jahre 1885 ergab für Fischen eine Landgemeindefläche von 1119,858 ha, auf der insgesamt 987 Einwohner lebten.
Während der NS-Zeit bestand im Wald nahe dem Bahnhof und südlich des Ortes mit dem KZ-Außenlager Fischen ein Unterkommando des KZ-Außenlagers Kottern-Weidach (Kempten). Es gehörte zum Konzentrationslager Dachau. Hier mussten 300 Häftlinge für die Rüstungsproduktion der Firma Messerschmitt Zwangsarbeit verrichten. Teile von Fundamenten und einer Rampe zeugen von diesem Geschehen.

### Eingemeindungen
Im Zuge der Gebietsreform in Bayern wurde am 1. Juli 1972 wurde ein Teil der ehemals selbständigen Gemeinde Schöllang eingegliedert.

### Einwohnerentwicklung
| Jahr      | 1840 | 1885 | 1900 | 1939 | 1950 | 1961 | 1970 | 1987 | 1991 | 1995 | 2002 | 2005 | 2010 | 2015 |
| Einwohner | 1037 | 987  | 1232 | 1728 | 2825 | 2530 | 2657 | 2709 | 2824 | 2835 | 2919 | 2927 | 3022 | 3131 |

Zwischen 1988 und 2018 wuchs die Gemeinde von 2690 auf 3197 um 507 Einwohner bzw. um 18,9 %.

## Politik

### Gemeinderat
Die Wahl am 15. März 2020 hatte folgendes Ergebnis:
- CSU: 10 Sitze (Stimmenanteil 60,37 %)
- Freie Wähler Fischen für Bürgernähe und dörfliche Gemeinschaft: 6 Sitze (Stimmenanteil 39,63 %)

Gegenüber 2014 konnte die Wählergruppe Freie Wähler Fischen für Bürgernähe und dörfliche Gemeinschaft ein Mandat dazu gewinnen; der gemeinsame Wahlvorschlag von SPD/Grüne, der 2014 einen Sitz erhielt, wurde nicht mehr vorgelegt.
Die Wahlbeteiligung lag bei 60,5 % (2014: 57,2 %).

### Bürgermeister
Erster Bürgermeister ist seit 1. Mai 2020 Bruno Sauter (CSU); dieser wurde am 15. März 2020 ohne Gegenbewerber mit 93,50 % der Stimmen gewählt. Sein Vorgänger war von Mai 2002 bis April 2020 Edgar Rölz (CSU); bei der Kommunalwahl 2014 war er mit 83,0 % der gültigen Stimmen im Amt bestätigt.

### Wappen
| Wappen von Fischen im Allgäu | Blasonierung: „Unter goldenem, mit drei liegenden roten Rauten belegtem Schildhaupt in Rot zwei voneinander abgewendete aufrecht stehende Fische.“ |
| Wappen von Fischen im Allgäu | Wappenbegründung: Die Fische stehen redend für den Ortsnamen. Der Ort wird 860 erstmals als „Viskingun“ erwähnt. Die Bezeichnung Fiskina aus dem Jahr 905 deutet darauf hin, dass der Ortsname „zu den Fischern“ bedeutet und nicht wie angenommen „bei den Fischen“ im Sinne einer fischreichen Gegend. Das Schildhaupt mit den roten Rauten stammt aus dem Wappen der Grafen von Königsegg-Rothenfels, die seit 1564 die Herrschaft im Gemeindegebiet innehatten. Dieses Wappen wird seit 1950 geführt. |

## Tourismus
Fischen ist seit 1989 ein heilklimatischer Kurort  und seit 2002 ein heilklimatischer Kurort der „Premium Class“ mit 3200 Gästebetten und etwa 580.000 Übernachtungen pro Jahr (Stand 2020). Der Ort ist Ausgangspunkt für Berg- und Radtouren und bietet rund 50 km Spazier- und Wanderwege. Zentrum des Kurlebens ist das Kurhaus Fiskina mit Kurmittelabteilung, Kursaal und Kurpark. Weitere touristische Angebote sind das Freizeitbad mit einer 58 m langen Wasserrutschbahn, der Sportpark (Tennis, Fitness, Squash, Badminton, Tischtennis, Billard, Saunalandschaft und Ferienwohnungen) sowie (Nacht-)Langlaufloipen.

## Verkehr
Fischen erhielt 1888 durch die Bahnstrecke Immenstadt–Oberstdorf Anschluss an das Eisenbahnnetz. Die Bahnhöfe Fischen und Langenwang (Schwab) werden von Regional-Express-Zügen bedient, im Schienenpersonenfernverkehr erfolgt die Anbindung durch die beiden Intercity-Zugpaare IC 2084/2085 Hamburg-Oberstdorf und IC 2012/2013 Dortmund-Oberstdorf an den Bahnhof Fischen.
Durch den Ort verläuft die Bundesstraße 19.
Fischen liegt zudem am Iller-Radweg, einer Fernverbindung für Radfahrer zwischen Ulm und Oberstdorf sowie der ca. 475 Kilometer langen Radrunde Allgäu.

## Sehenswertes
- Hinanger Wasserfall
- Frauenkapelle
- Pfarrkirche St. Verena
- Historische Sägemühle
- Fischinger Heimathaus mit Skimuseum
- Auwaldsee

## Persönlichkeiten
Töchter und Söhne der Gemeinde
- Nikolaus Drexel (1795–1851), Maler und Lithograph
- Franz Herre (* 1926), Historiker und Publizist
- Franz-Martin Schmölz (1927–2003), katholischer Theologe
- Guenter Seidel (* 1960), US-amerikanischer Dressurreiter deutscher Herkunft sowie dreimaliger olympischer Bronzemedaillengewinner
- Heinz Peter Geißler (* 1962), Schriftsteller
- Uwe Wegmann (* 1964), ehemaliger deutscher Fußballspieler
- Tobias Stechert (* 1985), Skirennläufer

Mit Fischen in Verbindung stehende Personen
- Hermann Beckler (1828–1914), deutscher Arzt und Naturforscher, Expeditionsteilnehmer in Australien
- Karl Schmückle (1895–1970), Politiker
- Kathrin Veits-Kick (1909–1997), Malerin, Grafikerin und Bildhauerin
- Wim Mauthe (* 1947), Musiker
- Hans-Martin Renn (* 1967), Architekt
- Michael Neumayer (* 1979), Skispringer
- Evi Sachenbacher-Stehle (* 1980), Skilangläuferin und Biathletin
- Gina Stechert (* 1987), Skirennläuferin
- Manuel Müller (* 1989), ehemaliger Biathlet
- Alexander Schmid (* 1994), Skirennläufer